# Omar Ibn Abi Rabia
Omar ibn Abi Rabia (tiếng Ả Rập: عمر بن أبي ربيعة) (644 – 712/744) – nhà thơ Ả Rập chủ yếu sáng tác tác bằng thể thơ ghazal.

## Tiểu sử
Omar ibn Abi Rabia sinh ra trong một gia đình giàu có của bộ tộc người Quraysh ở Mecca. Ông nổi tiếng bởi những bài thơ tình, ca ngợi tình yêu thể xác được tầng lớp quý tộc đương thời yêu mến.
Omar ibn Abi Rabia được coi là một trong những nhà thơ khởi xướng thể thơ ghazal trong văn học Hồi giáo.